# Anton Giulio Mancino
Anton Giulio Mancino (Bari, 6 dicembre 1968) è uno scrittore e critico cinematografico italiano. Insegna Storia del Cinema all'Università di Macerata.

## Biografia
Dopo aver conseguito la laurea in lettere nel 1994 presso l'Università degli Studi di Bari Aldo Moro, in veste di critico cinematografico e di studioso collabora nel tempo con i settimanali Diario e Film Tv e a varie riviste specializzate tra cui Cinecritica, Cineforum, Bianco & Nero, Fata Morgana, Quaderni del CSCI.
Scrive inoltre articoli e recensioni per le pagine culturali di alcuni quotidiani come Il Corriere Adriatico, Paese Sera, Quotidiano di Lecce e La Gazzetta di Mantova. Dal 1994 al 2008 ha collaborato alle pagine della Cultura e degli Spettacoli del quotidiano La Gazzetta del Mezzogiorno.
Ha fatto parte dal 2001 al 2004 e dal 2009 al 2012 della Commissione selezionatrice della Settimana Internazionale della Critica della Mostra d'Arte Cinematografica di Venezia. Ha inoltre ricoperto il ruolo di giurato anche presso il Festival di Istanbul, il Festival Arsenal di Riga e il Torino Film Festival.
Nell'ambito della didattica e della formazione rivolta all'utenza giovanile e scolastica collabora dal 1996 come consulente, animatore di dibattiti e laboratori di educazione all'immagine e alla legalità e redattore di schede filmiche.
Dal 1999 è socio fondatore e membro del consiglio di amministrazione della Cooperativa Sociale Il Nuovo Fantarca di Bari, impegnata nella promozione dei diritti umani, della nonviolenza, della giustizia sociale e dello sviluppo della persona attraverso percorsi culturali di media education, media literacy e l'uso sperimentale delle nuove tecnologie multimediali anche in contesti di arti terapie, nell'organizzazione di Rassegne Internazionali di Cinema per la Scuola, una sorta di festival non competitivo che presenta circa 18 film, alcuni in prima nazionale, destinati ad un pubblico fra i 5 e i 18 anni che si arricchisce di stage, seminari, laboratori di produzione video indirizzati soprattutto ai più giovani, corsi di formazione per adulti e ragazzi..

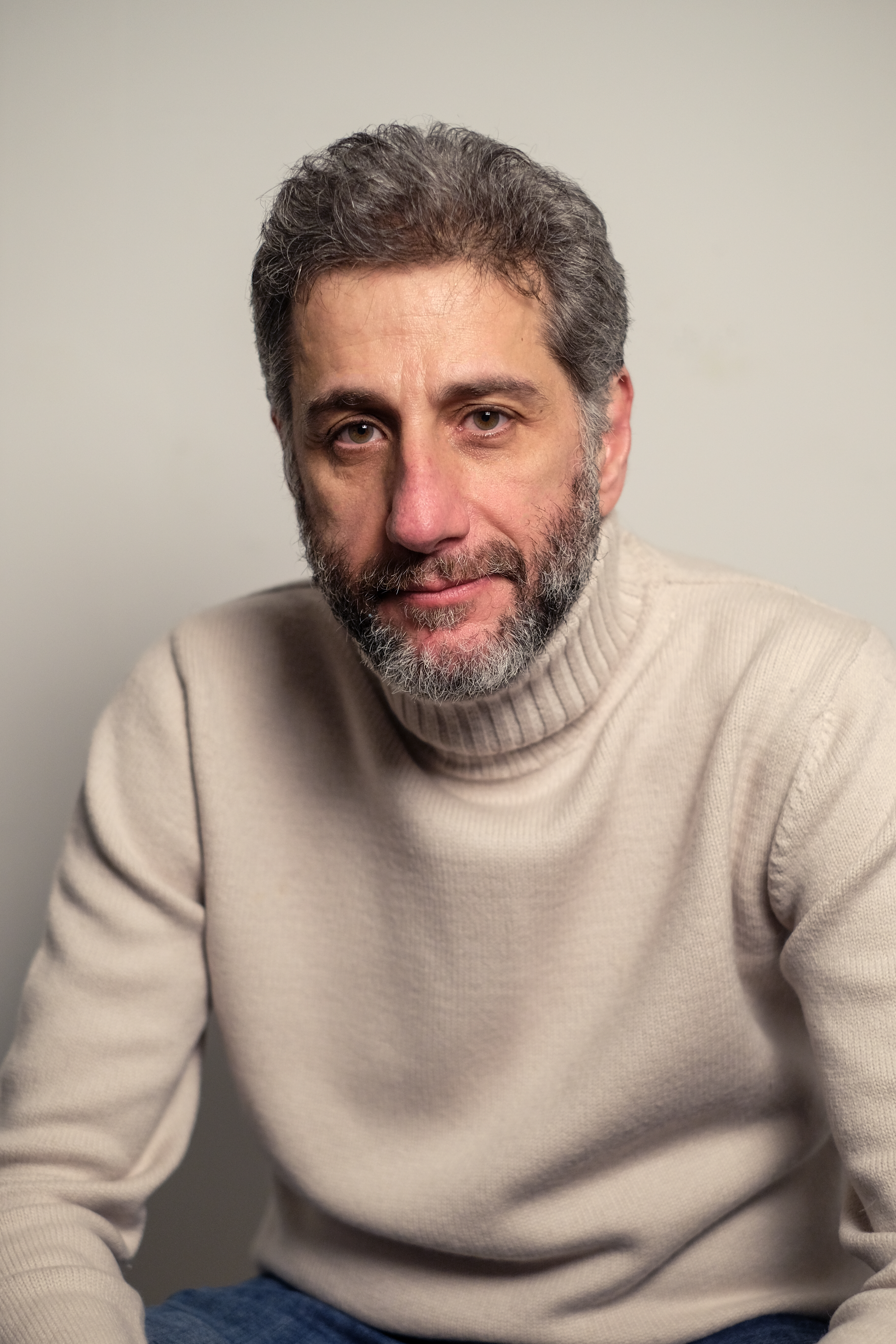
Anton Giulio Mancino (Foto di Giovanni Martone - Tandem e Azar Comunicazione)

La sua attività di saggista riguarda numerosi autori, tra cui Martin Scorsese e Jonathan Demme nel suo libro d'esordio, Angeli selvaggi del 1995, con la prefazione di Roger Corman, e successivamente, dal 1998, Francesco Rosi, John Wayne, Giancarlo Giannini e Sergio Rubini. Particolare attenzione al film politico-indiziario italiano viene dedicata soprattutto a partire dal suo libro del 2008 Il processo della verità - Le radici del film politico indiziario, con cui i rapporti tra cinema, politica e diritto confluiscono in una lettura controcorrente del capolavoro viscontiano La terra trema, in relazione alla strage di Portella della Ginestra. Segue Schermi d'inchiesta - Gli autori del film politico-indiziario, dove emergono nuovi aspetti del modo in cui fu parzialmente censurato e perché, a monte, il film Salvatore Giuliano. Agli inizi degli anni 2000 ha collaborato significativamente all'Enciclopedia del Cinema (è autore di circa 40 voci), dell'Istituto dell'Enciclopedia Italiana, e con un numero altrettanto cospicuo di voci al Dizionario dei registi del cinema mondiale, edito da Einaudi.
Dal 1995 è stato più volte ospite delle trasmissioni di Rai Radio 3 Hollywood Party e Atlantis.
Nel 2005 dirige il lungometraggio documentario Giancarlo Santi: facevo er cinema, presentato fuori concorso al Torino Film Festival, e nel 2007 il cortometraggio All'alba, in concorso al Torino Film Festival.
Dal 2009 è consulente sul rapporto tra audiovisivi, storia e legalità con il Centro di Documentazione per la Legalità e la Nonviolenza "Antonino Caponnetto" del Municipio 2 del Comune di Bari, con il sostegno dell'Agenzia per la lotta non repressiva alla criminalità organizzata del Comune di Bari..
Nel 2012 è tra i conduttori di Wikiradio di Rai Radio 3, offrendo le sue analisi su alcuni dei grandi capolavori del cinema, come Il mago di Oz, Casablanca, Salvatore Giuliano e Z - L'orgia del potere o autori come Pier Paolo Pasolini, nel contesto dei misteri e delle logiche stragiste, Federico Fellini e Francesco Rosi, Luigi Comencini, John Wayne.
Dal 2010 è ricercatore e professore aggregato di Semiologia del cinema e degli audiovisivi, Cinematografia digitale e Storia del cinema all'Università degli Studi di Macerata.
Nel 2014, con il libro La recita della storia. Il caso Moro nel cinema di Marco Bellocchio, analisi dei film di Bellocchio alla luce del Caso Moro, e viceversa, lavoro che arricchito dalla prefazione del politologo Giorgio Galli indaga sul rapporto tra cinema e politica seguendo piste di ricerca clamorose su tutti e due i fronti, molto apprezzato dallo stesso autore di Buongiorno, notte, vince il Premio Diego Fabbri della Rivista del Cinematografo, con la seguente motivazione: "All'apparenza studio sull'opera del regista piacentino, il volume muove da una prospettiva originale che ne fa un oggetto anomalo all'interno della saggistica cinematografica. Un saggio in cui la critica supera i suoi naturali confini per offrire una chiave di 
interpretazione della nostra Storia recente".

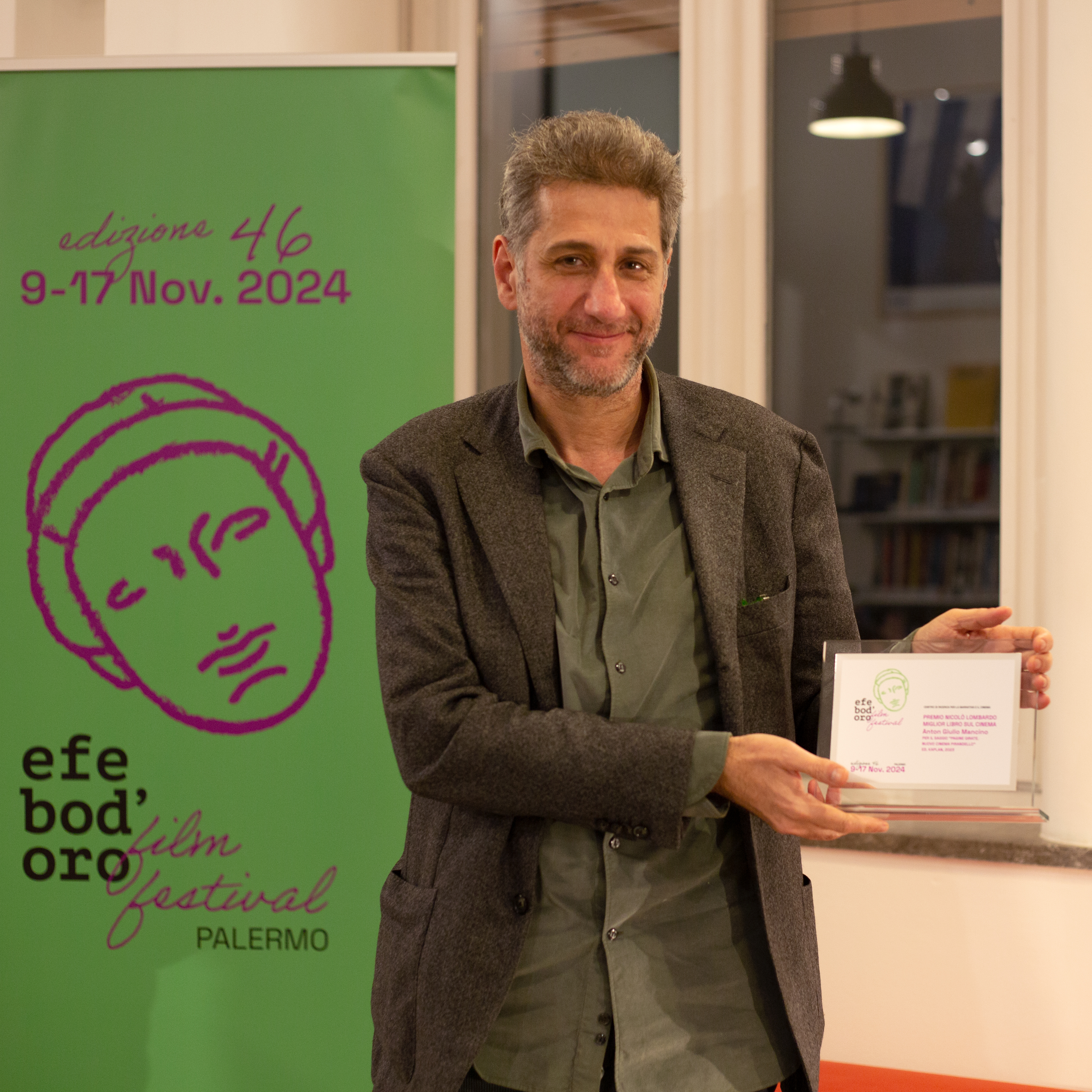
Anton Giulio Mancino nel 2024 riceve il premio "Nicolò Lombardo - Miglior libro sul cinema" all'Efebo d'Oro Film Festival a Palermo (Foto di Carla Morello)

Nel 2024, con il libro Pagine girate. Nuovo cinema Pirandello, con il trattamento inedito de "La balìa" di Marco Bellocchio in appendice, vince il Premio "Nicolò Lombardo" - Miglior libro sul cinema nell'ambito dell'Efebo d'Oro Film Festival 2024 di Palermo. Il titolo del volume, "Pagine girate" ha il doppio senso di "voltare pagina" e "girare" ex novo con la macchina da presa le celebri "pagine" narrative e sceniche pirandelliane. Per oltre un secolo, infatti, la galassia dell'audiovisivo è incorsa nel fraintendimento della fedeltà all'originale che il concetto di "adattamento" alimenta, a differenza del "disadattamento", che invece rende coerenti le esigenze specifiche del mezzo filmico. Occorreva perciò uno sguardo capovolto, per restituire ai film la parte che spetta loro nell'affrontare i testi di Pirandello.

## Opere principali
- Angeli selvaggi - Martin Scorsese Jonathan Demme c/o Hollywood USA, Métis, Chieti, 1995, con prefazione di Roger Corman
- John Wayne, Gremese, Roma, 1998
- Francesco Rosi (con Sandro Zambetti), Il Castoro, Milano 1998
- Sergio Rubini - Intervista, (con Fabio Prencipe), Utopie, Foggia, 2000
- Giancarlo Giannini – Il fascino sottile dell'interprete (con Gianni Volpi), Besa, Lecce-Nardò, 2002
- Il processo della verità – Le radici del film politico-indiziario italiano, Kaplan, Torino, 2008
- Sergio Rubini 10, (con Fabio Prencipe), Falsopiano, Alessandria, 2011
- Schermi d'inchiesta - Gli autori del film politico-indiziario italiano, Kaplan, Torino, 2012
- La recita della storia - Il caso Moro nel cinema di Bellocchio, Bietti, Milano, 2014, con prefazione di Giorgio Galli
- Help! Il cinema di Richard Lester (con Roberto Lasagna e Fabio Zanello), Il Foglio Letterario, Piombino, 2017
- Jerry e Robin. Pensare divertente (con Roberto Lasagna), Edizioni Falsopiano, Alessandria, 2020
- Come sinfonia (con Pino Donaggio), Baldini+Castoldi, Milano, 2021
- Pagine girate. Nuovo cinema Pirandello, Kaplan, Torino, 2023

## Filmografia
- Giancarlo Santi: Facevo Er Cinema (2005), lungometraggio documentario (regia, sceneggiatura e montaggio)
- All'alba (2007), cortometraggio (regia e sceneggiatura)

## Riconoscimenti
- 2014 - Premio Diego Fabbri della Rivista del Cinematografo per il libro La recita della storia. Il caso Moro nel cinema di Marco Bellocchio
- 2024 - Premio Nicolò Lombardo - Miglior libro sul cinema per il libro Pagine girate. Nuovo cinema Pirandello